# 贈品
贈品，是商家附送的一種附帶品，一般會捆綁正規商品出售，或商品銷售後送出。商家雖然標稱贈品是免費紀念品，但事實上是用於做廣告宣傳或次品推銷，顧客會將此當作成本加入捆綁商品的價值中。

## 例子
- 買報紙送紙巾
- 買樓盤（房地產）送名廠傢俱及家庭電器
- 街市買菜送條蔥

## 相關
- 免費午餐